# إسحاق جونسون
إسحاق جونسون (بالإنجليزية: Isaac Johnson )‏ (و. 1803 – 1853 م) هو محامي، وسياسي، وقاضي أمريكي، كان عضوًا في الحزب الديمقراطي الأمريكي، توفي في نيو أورلينز، عن عمر يناهز 50 عاماً.

## مناصب
تولى منصب حاكم لويزيانا ‏ (12 فبراير 1846–28 يناير 1850)
- عضو مجلس نواب لويزيانا.

| المناصب السياسية   | المناصب السياسية                             | المناصب السياسية       |
| ------------------ | -------------------------------------------- | ---------------------- |
| سبقه ألكسندر موتون | حاكم لويزيانا 12 فبراير 1846 - 28 يناير 1850 | تبعه جوزيف مارشال ووكر |